# Йоган Гарстад
Юган Гарстад (кор. Johan Harstad; нар. 10 лютого 1979) — норвезький прозаїк, автор оповідань, драматург і графічний дизайнер. Живе в Осло.

## Письменницька кар'єра

### Художня література
Гарстад народився в Ставангері. Його літературний дебют відбувся у 2001 році збіркою короткої прози «Herfra blir du bare eldre» («З цього моменту ти тільки старієш»). Наступного року він опублікував збірку оповідань «Ambulanse» («Швидка допомога»), у 2005 році побачив світ його перший роман «Buzz Aldrin, hvor ble det av deg i alt mylderet?» («Баз Олдрін, що трапилося з тобою у всій цій плутанині?»). Дія роману відбувається переважно на Фарерських островах у північній частині Атлантичного океану. У ньому йдеться про людину, яка замість того, щоб намагатися бути кращою, вирішує стати другою по життю, як його герой Базз Олдрін, друга людина на Місяці. У 2009 році за романом зняли телевізійний серіал, у якому знялися Чед Коулман, а також інші відомі скандинавські актори, зокрема Пол Сверре Гаґен і Б'ярне Генріксен. Права на книгу продали у США, Австралію, Швецію, Данію, Фінляндію, Нідерланди, Німеччину, на Фарерські острови, Італію, Росію, Туреччину, Південну Корею та Францію. Редактор видавництва Simon & Schuster порівняв роботу Гарстада з роботою Джонатана Сафрана Фоера. Книга вийшла друком англійською мовою у видавництві Seven Stories Press у Нью-Йорку у червні 2011 року. «Kirkus Reviews» назвав найкращою художньою назвою 2011 року та однією з найкрасивіших книг року за версією Electric Literature.
У 2007 році Гарстад опублікував «Hässelby», роман про доросле життя персонажа дитячої книги Алфі Аткінса, який, зрештою, вважається відповідальним за кінець світу. На роман вплинули телесеріал Девіда Лінча «Твін Пікс», теорія синхронності та книга Артура Кестлера «Коріння збігу».
У 2008 році він опублікував свій перший науково-фантастичний роман жахів «172 години на Місяці» — щось середнє між художньою літературою для молоді та фантастикою для дорослих. Роман, присвячений поверненню на Місяць у 2012 році (у 2019 році в американській редакції), частково є даниною наукової фантастики та фільмів жахів 1970-1980-х років. За книгу він отримав премію Браге 2008 року у категорії дитяча література. Права на роман продали до США, Швеції, Данії, Фінляндії, Нідерландів, Німеччини, Фарерських островів, Туреччини, Південної Кореї, Франції, Мексики, Тайваню, Бразилії та Сербії.
У 2015 році він опублікував «Max-Mischa-Tetoffensiven», понад 1000-сторінковий роман про життя драматурга та театрального режисера Макса Гансена, який підлітком переїхав з рідної Норвегії до США. У 2018 році голландський переклад цього твору отримав Europese Literatuur Prijs, премію перекладної європейської літератури.
У 2019 році Гарстад став лауреатом премії Доблоуга.

### П'єси
Гарстад також є драматургом, і чотири його твори вийшли друком у 2008 році під назвою «Bsider». Наприкінці 2008 року Гарстад став штатним драматургом у Національному театрі Норвегії, як перший, хто обіймав таку посаду. Під час роботи в Національному театрі він почав працювати над великою п'єсою з двох частин, яка була опублікована у 2010 році як «Osv.» («Тощо»). Дія п'єси, яка в норвезькому виданні має понад 500 сторінок, розгортається у 1994 році, а зосереджується на американській сім'ї, стосунки з якою руйнуються. Батько, ветеран війни у В'єтнамі, переживає нервовий зрив понад два десятиліття та переїжджає до парку у садах Конституції у Вашингтоні, округ Колумбія, поруч із стіною Меморіалу ветеранів В'єтнаму. У Лондоні донька переживає втрату чоловіка, а син працює військовим фотографом, знімає конфлікти в Європі та Африці. Боснійська війна, Перша російсько-чеченська війна та геноцид у Руанді відіграють важливу роль у п'єсі як сетинг і як приклади наростальних конфліктів у середині 1990-х років. У 2014 році за цю п'єсу Гарстад отримав норвезьку премію Ібсена. Крім того, його номінували на Brage Prize Award.
У 2011 році Гарстад керував першою постановкою повної трилогії «Спогади хлібороба» у Black Box Teater в Осло. Театр відомий своєю зосередженістю на сучасних виставах. П'єса — це суміш комедії, трагедії та абсурду. Дія першої частини, «Акапулько», розгортається у вигаданому швейцарському селі у Мексиці приблизно у 1920—1930 роках. Дія другої частини, «Острів Елліс», розгортається на Мангеттені між 1906 і 1917 роками та зосереджується на двох іммігрантах, німцю Баркері та українцю Стоклицькому, які намагаються знайти своє життя у місті. Баркер є бухгалтером, але його домовласниця змушує працювати в каналізації Нью-Йорка, полювати на алігаторів, водночас глухий Стоклицький намагається написати симфонію для терменвоксів, яка містить лише ідеальні квінти. Трилогія була одним із трьох кандидатів на норвезьку премію Ібсена 2012 року.
Хоча автор не надав офіційного пояснення, багато географічних назв у п'єсах Гарстада навмисно написані з помилками.

### Нон-фікшн
У 2012 році Гарстад опублікував свою першу нехудожню працю «Blissard — A Book About Motorpsycho». Книга є сумішшю між біографією норвезького гурту «Motorpsycho» та їхнім альбомом 1996 року «Blissard», особистою розповіддю про давні стосунки автора з музикою гурту та його власні підліткові роки. Понад 140 сторінок книжок із 330 — примітки, у яких Гарстад розповідає про дрібниці гурту, деталі, відступи, літературні екскурсії та особисті історії, а також містить інтерв'ю з людьми, пов'язаними з гуртом, поезію, рецензії та газетні вирізки.

### П'єси
- Grader av hvitt, 2007
- Washington, 2007
- Krasnoyarsk, 2008
- Brødmannens memoarer del 1: Akapulco, 2007
- Brødmannens memoarer del 2: Ellis Iland, 2009
- Osv., 2010